# Natan (football)
Pour les articles homonymes, voir Natan.
Natan Bernardo de Souza, ou plus simplement Natan, né le 6 février 2001 à Itapecerica da Serra, est un footballeur brésilien qui évolue au poste de défenseur central au Real Betis.

## Biographie

### Carrière en club
Issu des rangs de Ponte Preta, Natan rejoint le club de Flamengo à l'âge de 16 ans. En 2020, il intègre l'équipe première et fait ses débuts professionnels le 27 septembre 2020, titularisé en défense centrale à l'occasion d'un match de Série A contre Palmeiras, se terminant sur un nul 1-1. Quatre jours plus tard, il est encore titularisé lors de la victoire 4-0 en Copa Libertadores contre l'Independiente del Valle.
Fort de ces premières titularisations, il prolonge le 7 octobre suivant son contrat avec les Carioca jusqu'en 2024, où est alors inscrite une clause libératoire de 70 millions d'euros.
Avec Flamengo, il est notamment champion du Brésil en 2020, où le club se voit sacré le 25 janvier 2021, après avoir lutté avec l'Inter jusqu'à la dernière journée d'un championnat perturbé par la pandémie.
Le 7 août 2023, le SSC Napoli a déboursé dix millions d'euros pour le recruter et paraphe un contrat de 5 ans.
Le 15 août 2024, le Real Betis annonce son arrivée pour un prêt avec option d'achat jusqu'à la fin de la saison.
À l’issue d’une saison jugée satisfaisante, le Real Betis lève l’option d’achat de Natan. Le 9 juin 2025, le défenseur central brésilien s'engage officiellement avec le club andalou jusqu'en 2030’.

### Carrière en sélection
Sélectionné par André Jardine (en) pour un tournoi avec la sélection brésilienne des moins de 20 ans en décembre 2020, il est néanmoins rappelé par son club avant de pouvoir jouer son premier match en sélection, étant déjà devenu important dans la rotation du Flamengo,.

## Statistiques
| Saison                | Club                  | Championnat           | Championnat | Championnat | Championnat | Coupe(s) nationale(s) | Coupe(s) nationale(s) | Coupe(s) nationale(s) | Compétition(s) continentale(s) | Compétition(s) continentale(s) | Compétition(s) continentale(s) | Compétition(s) continentale(s) | Total | Total | Total |
| Saison                | Club                  | Division              | M.          | B.          | P.d.        | M.                    | B.                    | P.d.                  | Comp.                          | M.                             | B.                             | P.d.                           | M.    | B.    | P.d.  |
| 2020                  | CR Flamengo           | Serie A               | 14          | 1           | 1           | -                     | -                     | -                     | CL                             | 1                              | 0                              | 0                              | 15    | 1     | 1     |
| 2021                  | CR Flamengo           | Serie A               | 3           | 0           | 0           | -                     | -                     | -                     | -                              | -                              | -                              | -                              | 3     | 0     | 0     |
| Sous-total            | Sous-total            | Sous-total            | 17          | 1           | 0           | -                     | -                     | -                     | -                              | 1                              | 0                              | 0                              | 18    | 1     | 0     |
| 2021                  | RB Bragantino         | Serie A               | 29          | 0           | 0           | -                     | -                     | -                     | CS                             | 4                              | 0                              | 1                              | 33    | 0     | 1     |
| 2022                  | RB Bragantino         | Serie A               | 38          | 3           | 1           | 2                     | 0                     | 0                     | CL                             | 3                              | 0                              | 0                              | 43    | 3     | 1     |
| 2023                  | RB Bragantino         | Serie A               | 21          | 0           | 0           | -                     | -                     | -                     | CS                             | 4                              | 0                              | 0                              | 25    | 0     | 0     |
| Sous-total            | Sous-total            | Sous-total            | 88          | 3           | 1           | 2                     | 0                     | 0                     | -                              | 12                             | 0                              | 1                              | 102   | 3     | 2     |
| 2023-2024             | SSC Naples            | Serie A               | 14          | 0           | 0           | 1                     | 0                     | 0                     | C1                             | 6                              | 0                              | 1                              | 21    | 0     | 1     |
| 2024-2025             | Bétis Séville (prêt)  | Liga                  | 31          | 1           | 1           | 4                     | 0                     | 1                     | C4                             | 17                             | 1                              | 0                              | 52    | 2     | 2     |
| Total sur la carrière | Total sur la carrière | Total sur la carrière | 139         | 5           | 2           | 7                     | 0                     | 1                     | -                              | 36                             | 3                              | 2                              | 182   | 8     | 5     |

## Style de jeu
Formé au poste d'arrière droit, il est déplacé au centre de la défense alors qu'il joue avec les équipes junior de l'académie du CR Flamengo.

## Palmarès
| Clube de Regatas do Flamengo - Brasileirão Série A - Champion en 2020 |